# Magallón
Magallón település Spanyolországban,  Zaragoza tartományban. Magallón Agón, Bisimbre, Mallén, Gallur, Boquiñeni, Luceni, Pedrola, Pozuelo de Aragón, Alberite de San Juan, Albeta és Borja községekkel határos. Lakosainak száma 1093 fő (2024).

## Népesség
A település népessége az utóbbi években az alábbiak szerint változott:
| Lakosok száma | 1190 | 1164 | 1194 | 1223 | 1208 | 1183 | 1150 | 1128 | 1118 | 1093 |
|               | 2001 | 2004 | 2007 | 2009 | 2012 | 2014 | 2017 | 2019 | 2022 | 2024 |